# آلمان ۸۳
آلمان ۸۳ (آلمانی: Deutschland 83) یک سریال تلویزیونی محصول سال ۲۰۱۵ آلمان می‌باشد.

## داستان
این سریال آلمان تقسیم شده در سال ۱۹۸۳، در طول یک دوره اوج تنش‌های جنگ سرد بین شرق و غرب آلمان را نشان می‌دهد. مارتین راخ، سرباز آلمانی ۲۴ ساله، به عنوان یک جاسوس برای شرق آلمان به سمت غرب برای جمع‌آوری اسرار استراتژی نظامی ناتو می‌رود و…